# Hu Yulan
Hu Yulan, auch Hu Yu-lan (* 1947 in Liaoning; † 18. Oktober 2021) war eine chinesische Tischtennisspielerin mit den größten Erfolgen in den 1970er Jahren. 1973 wurde sie Weltmeister im Einzel.
Hu Yulan war Angriffsspielerin mit Shakehand-Schlägerhaltung. Sie nahm an den Weltmeisterschaften 1973 und 1975 teil. 1973 gewann sie im Einzel das Endspiel gegen die Tschechin Alica Grofová und wurde somit Weltmeister. Mit der chinesischen Damenmannschaft wurde sie Zweiter. 1975 schied sie im Einzel frühzeitig aus, dafür holte sie Gold mit dem Team.
Bei den Asiatischen Meisterschaften der ATTU (Asian Championship ATTU) kam sie mit der Mannschaft 1972 auf Platz eins und 1974 auf Platz zwei. Auch bei den Asian Games siegte sie mit dem Team.
In der ITTF-Weltrangliste wurde sie Ende 1973 und 1974 auf Platz eins geführt.

## Turnierergebnisse
| Verband | Veranstaltung           | Jahr | Ort      | Land | Einzel        | Doppel        | Mixed         | Team |
| ------- | ----------------------- | ---- | -------- | ---- | ------------- | ------------- | ------------- | ---- |
| CHN     | Asienmeisterschaft ATTU | 1974 | Yokohama | JPN  | letzte 16     | Viertelfinale | Viertelfinale | 2    |
| CHN     | Asienmeisterschaft ATTU | 1972 | Peking   | CHN  | Viertelfinale | Halbfinale    |               | 1    |
| CHN     | Asienspiele             | 1974 | Teheran  | IRI  | Halbfinale    | Viertelfinale | Viertelfinale | 1    |
| CHN     | Weltmeisterschaft       | 1975 | Calcutta | IND  | letzte 64     | letzte 16     | Viertelfinale | 1    |
| CHN     | Weltmeisterschaft       | 1973 | Sarajevo | YUG  | Gold          | letzte 32     | letzte 64     | 2    |